# Книжка року 2019
«Книжка року-2019» — XXI Всеукраїнськоий рейтинг українських авторів та видавців.

## Церемонія
Церемонія нагородження відбулася у мерії міста Києва. 

## Гран-прі
Гран-прі конкурсу отримала книжка Василя Косева «Українська ідентичність у графічному дизайні 1945–1989» (Родовід).

## Переможці
Найкращими авторами 2019-го року  визначені:
Минувшина
- Номінація «Популярні видання / історична белетристика»: Тіна Пересунько «Культурна дипломатія Симона Петлюри: «Щедрик» проти «русского мира». Місія капели Олександра Кошиця (1919-1924)» (Інститут української історіографії НАНУ).
- Номінація «Дослідження, документи»: «Василь Липківський. Вибрані твори. У 6-ти томах» (Українські пропілеї; Інститут української історіографії та джерелознавства НАНУ).
- Номінація «Біографії і мемуари»: Оксана Гайова, Михайло Перун «На скелі віри. Митрополит Андрей Шептицький» (Апріорі).

Обрії
- Номінація «Публіцистика / сучасні мемуари»: Андрій Котлярчук «Добровольці. Доба героїв» (Мистецтво).
- Номінація «Бізнес / економіка / успіх»: Андрій Яніцький, Грехем Стек «Приватна історія. Злет і падіння найбільшого приватного банку України» (Брайт Букс).
- Номінація «Науково-популярна література»: Дерек Томсон «Хітмейкери. Наука популярності та змагання за увагу» (Yakaboo publishing); Деніел Еверет «Походження мови. Як ми навчилися говорити» (Наш формат).
- Номінація «Спеціальна література / довідкові видання»: «Звичаї нашого роду. Страви української кухні» (Ґенеза).

Софія
- Номінація «Філософія / антропологія / психологія»: Станіслав Комарек «Чоловік як еволюційна інновація?» (Апріорі); Станіслав Ґроф «Психологія майбутнього» (Terra Incognita).
- Номінація «Життєписи»: Френсіс Фукуяма «Політичний порядок і політичний занепад. У двох томах» (Наш Формат).

Хрестоматія 
- Номінація «Художня класика»: Марк Аврелій «Наодинці з собою»; Гесіод «Походження богів. Роботи і дні. Щит Геракла»; Овідій« Любовні елегії. Мистецтво кохання. Метаморфози» (Апріорі).
- Номінація «Життєписи»: Справа Василя Стуса. Збірка документів з архіву колишнього КДБ УРСР (Віват).
- Номінація «Літературознавство / критика»: Леонід Ушкалов «Моя Шевченківська енциклопедія: із досвіду самопізнання» (Дух і Літера).

Дитяче свято
- Номінація «Книжки для малечі та молодших школярів»: Галина Малик, Грася Олійко «Піратський маршрут» (Видавництво Старого Лева).
- Номінація «Твори для школярів середніх класів»: Микола Гоголь «Пропала грамота» (А-БА-БА-ГА-ЛА-МА-ГА).
- Номінація «Підліткова та юнацька література»: Гелен Дельфорж «Мама» (Nebo Booklab Publishing).
- Номінація «Пізнавальна та розвиваюча книга»: Леонід Ушкалов «Сковорода від А до Я» (Видавництво Старого Лева).

Візитівка
- Номінація «Краєзнавча і туристична література / етнографія / історія повсякдення / дорожні нотатки»: Володимир Панченко «Сонячний годинник» (Темпора); Тетяна Водотика «Почесні громадяни міста Києва 1872-1917» (Варто).
- Номінація «Архітектура / театр, кіно / мистецтвознавча есеїстика / спеціальні дослідження»: Василь Косів «Українська ідентичність у графічному дизайні 1945–1989» (Родовід).
- Номінація «Малярство / фотографія / пластика»: Артур Рудзицький «Ілюстратор “Кобзаря” Василь Седляр та його доба» (Мистецтво); Діана Клочко «65 українських шедеврів. Визнані й неявні» (ArtHuss).

Красне письменство
- Номінація «Сучасна українська проза / есеїстика / драматургія»:  Марія Матіос «Букова земля» (А-БА-БА-ГА-ЛА-МА-ГА).
- Номінація «Сучасна зарубіжна проза / есеїстика / драматургія»: Міленко Єргович «Жертвам сниться велика воєнна перемога» (Комора).
- Номінація «Жанрова література»: Василь Шкляр «Характерник» (КСД); Юрій Винничук «Арканум», «Нічний репортер» (Фоліо).
- Номінація «Поезія»: Тарас Федюк «Цеглина»(Богдан).

Премія «Нон-фікшн»:
- Костянтин Родик «Сізіф XX. Книжка vs. політика»

Відзнаку «Видавничий імідж року» здобуло видавництво «Наш Формат».